# Berezne
Berezne (în ucraineană Березне) este orașul raional de reședință al raionului Berezne din regiunea Rivne, Ucraina. În afara localității principale, nu cuprinde și alte sate.

## Demografie
Componența lingvistică a orașului Berezne
     Ucraineană (98,84%)
     Rusă (1,02%)
     Alte limbi (0,09%)
Conform recensământului din 2001, majoritatea populației orașului Berezne era vorbitoare de ucraineană (98,84%), existând în minoritate și vorbitori de rusă (1,02%).